# Antun Sorgg
Antun Sorgg (umro 1926.), svećenik, župnik u Vajskoj. Mecena hrvatskog naroda. Puno je pomagao hrvatski narod u Vajskoj i stao je uz njih kada su osnivali ogranak Hrvatske seljačke stranke. Njemu u čast nazvala se udruga Hrvata HKU Antun Sorgg, Vajska iz Vajske. Udruga je odlučila baviti se i istraživanjem njegova života i djela te urediti njegov zapušteni grob na mjesnom groblju u Vajskoj.